# 啦啦文化
啦啦文化，或称啦啦族，俗称啦啦仔和啦啦妹（口头语：Lala zai、Lala mui），是马来西亚俚语，用以指称一类打扮张扬、个性叛逆、文化素养较低的年轻人。「啦啦」群体通常过份追求潮流，但却没有成熟的时尚触觉，表现，穿搭风格往往与其本身不协调。在言行举止方面，一般上「啦啦」的形象为教育程度不高，讲话经常刻意加入各种脏话，喜欢染发、刺青、穿环和前卫潮服，并经常留连潮流商品林立的购物商场、电玩中心或夜店等娱乐场所，相当于香港所谓的MK文化。

## 起源
一般认为啦啦文化起源于吉隆坡金河广场，即是马来西亚最早建设的时尚购物商场。不同年代的啦啦与其时的潮流文化有连带关系，1990年代受到香港电影的影响最大，例如《天若有情》、《古惑仔系列》等电影；2000年代是日本流行文化和台湾偶像剧的高潮时期；2010年代之后由韩流取而代之。啦啦喜欢模仿当代流行偶像的发型及服饰装扮。现今则普遍存有柔佛新山一带盛产「啦啦仔」的偏见，认为当地青年的装扮风格大多浮夸俗气，如纹身、染发、背「阿窿包」（斜背或侧背式长方形扁平包）、穿戴仿冒名牌衣服等。
“啦啦”一词与某种海鲜俗称同名，即是“蜊仔”（lâ-á）；与之衍生出“啦啦妹”也被称为“西蚶妹”（siham mui），即“蛳”（sai-ham）。但不确定“啦啦文化”与其之间是否有关系。有一种间接的解释认为，或许是因为蛤蜊为海洋生物，而大海「丰富多彩」，因此用来指称染发鲜艳、穿着花哨的年轻人为“啦啦族”。也有认为“啦啦”本身并无实际含义，是源自马来西亚式华语和英语中的常见语气助词 “啦”（"la"/ "lah"），暗指这一群体教育程度不高，口语中经常掺杂许多非正式的语助词。

## 相关作品
马来西亚本地团体低清（Dissy）曾创作一系列歌曲反映当地啦啦文化特色。其中代表作《山顶黑毒蛇》在YouTube点击量突破2000万、在抖音播放量超过3亿，更被中国网友翻唱和台湾综艺节目改编。
- 《山顶黑毒蛇》（2020年）
- 《Steady Bom Bibi》（2021年）
- 《Settle》（2022年）
- 《Tokong》（2024年）